# Stenocercus diploauris
Stenocercus diploauris — вид ігуаноподібних ящірок родини Tropiduridae. Ендемік Перу. Описаний у 2020 році.

## Поширення і екологія
Stenocercus diploauris мешкають в Перуанських Андах, в долини річки Мантаро в регіоні Уанкавеліка. Вони живуть в сухих тропічних лісах в міжандійських долинах, на висоті від 1693 до 2920 м над рівнем моря.